# Bučna vas

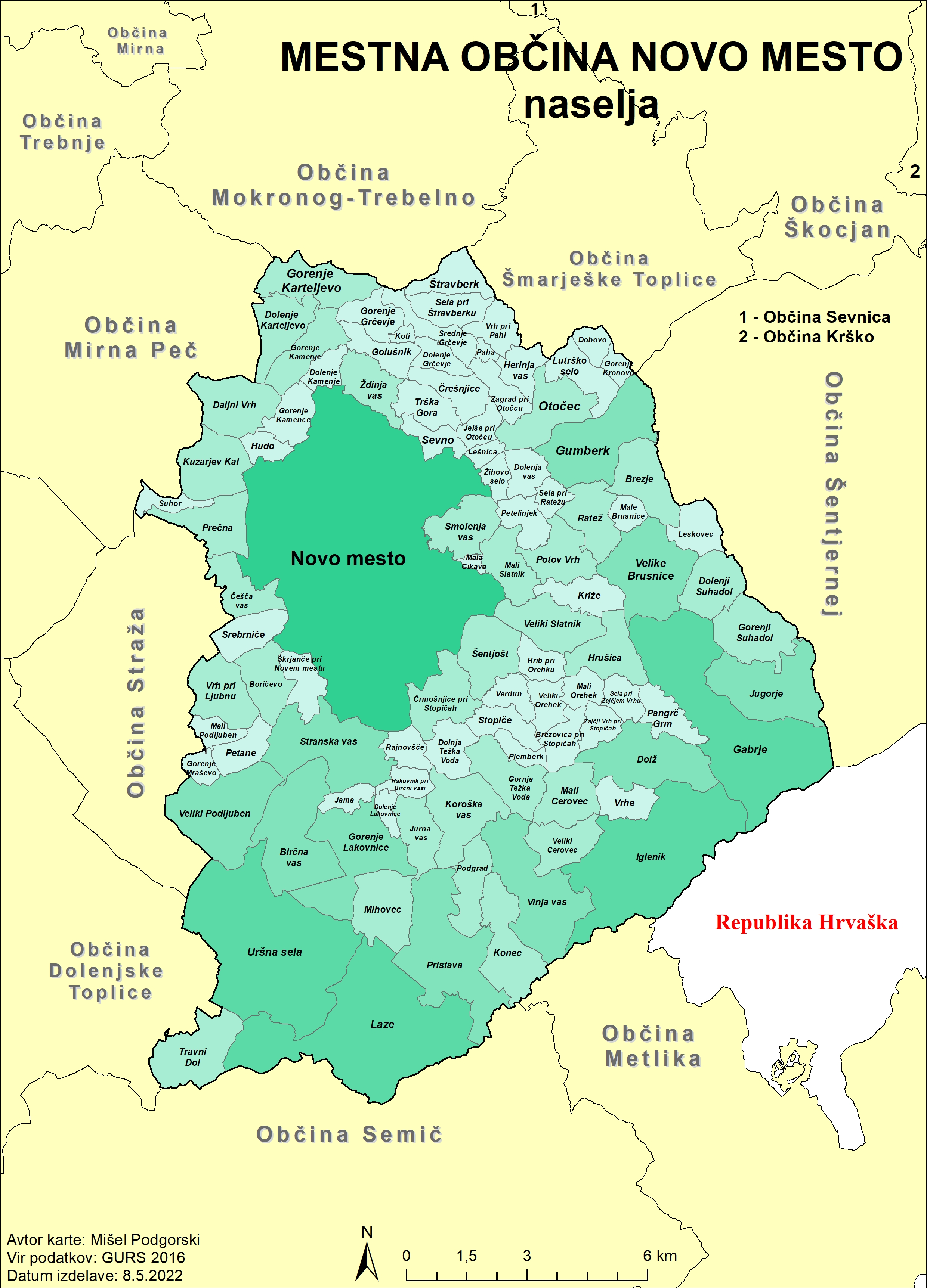
Ortschaften der Stadtgemeinde Novo mesto

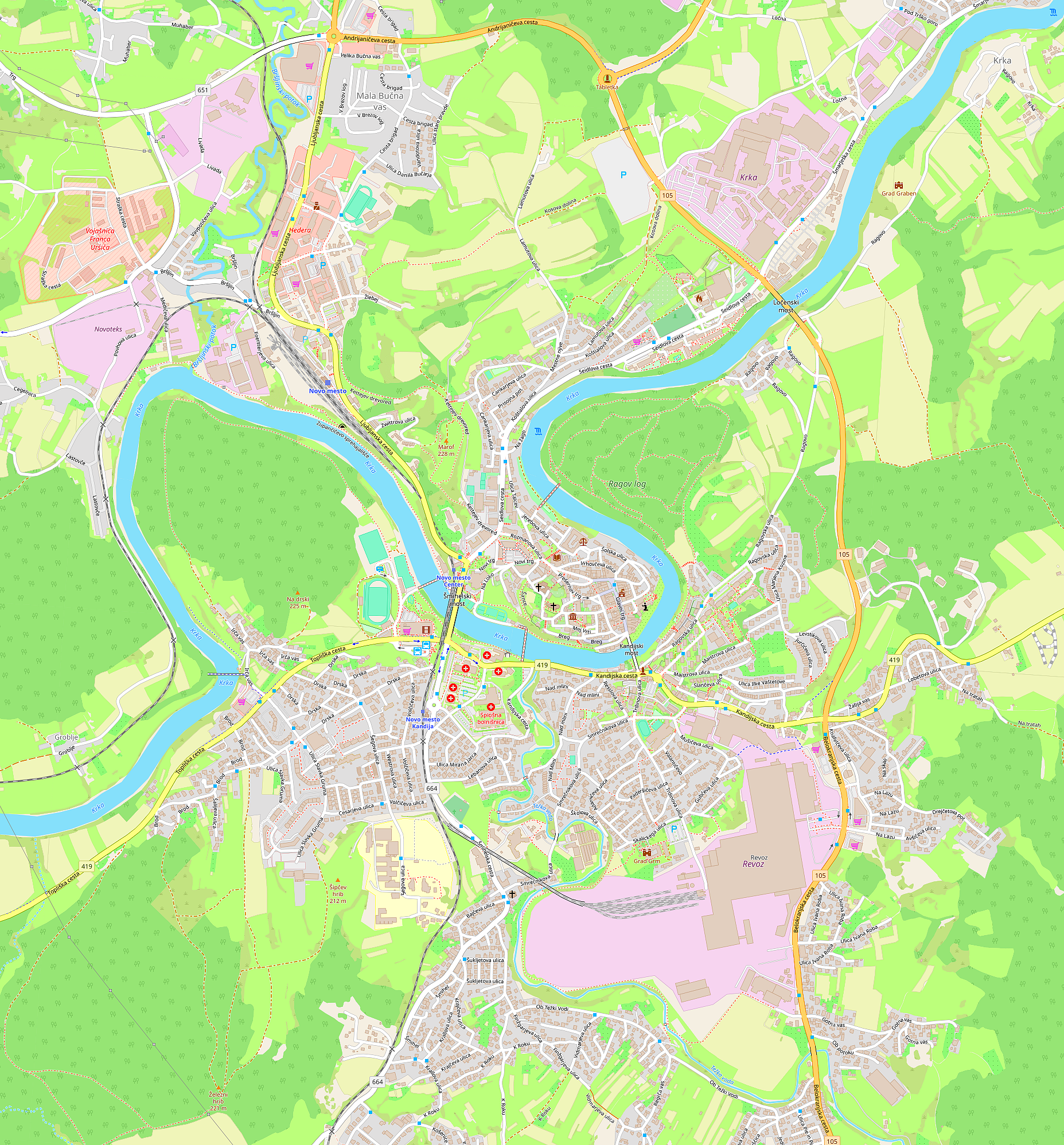
Stadt Novo mesto

Bučna vas ist der Name einer der 23 Ortsgemeinschaften (Krajevna skupnost) in der slowenischen Stadtgemeinde Novo mesto im Südosten des Landes.
Zur Ortsgemeinschaft gehören die Siedlungen Daljni Vrh, Dolenje Kamenje, Gorenje Kamence, Gorenje Kamenje, Hudo sowie die folgenden Straßen in der Stadt Novo mesto: Brezje, Brinje, Dolenje Kamence, Ljubljanska cesta (Hausnummern 49, 51, 53, 55, 57 bis 78, 80, 82, 84, 86, 88, 89, 90, 91, 92, 94, 96, 98, 101, 102, 104, 106, 108, 110, 111, 112, 113, 114, 116, 117, 118, 119, 120) Markljeva ulica, Mirnopeška cesta, Muhaber, Potočna vas, Tržiška ulica, Turkova ulica, Velika Bučna vas, Vodnikova ulica, Zobčeva ulica, Župnca.

## Lage
Die zugehörigen Straßen in der Stadt Novi mesto liegen nördlich von Bršljin und nordöstlich vom  Bršljin-Bach.
Die Siedlungen der Ortsgemeinschaft liegen nordwestlich der Stadt Novo mesto.
Die Verwaltung der Ortsgemeinschaft befindet sich in Dolenje Kamenje.